# Bruno Kiefer
Bruno Kiefer (Baden-Baden, 9 de abril de 1923 - Porto Alegre, 27 de marzo de 1987) fue un compositor, músico y profesor brasileño nacido en Alemania y radicado en Río Grande del Sur. 
Llegó a Brasil en 1934 junto a su familia que huía del nazismo. Se establecieron en Santa Catarina y, poco después, en Porto Alegre. Allí estudió música en el Instituto de Bellas Artes y luego enseñó en la misma escuela las disciplinas de Historia de la Música, Historia de la Música Brasileña (materia creada por él), Historia y Teoría de los Instrumentos, Apreciación Musical y Teoría del Sonido. 
Fundó el Seminario Libre de Música de Porto Alegre en 1966 y ocupó importantes cargos en la Universidad Federal siendo uno de los creadores de la carrera de posgrado en Música. En el gobierno estadual fue miembro del Consejo Estadual de Cultura y también dictó clases en la Universidad Federal de Santa María